# Arum (Badaquexão)
Arum é uma vila do Afeganistão, localizada na província de Badaquexão.